# توری دویتو
 توری دویتو (انگلیسی: Torrey DeVitto؛ زادهٔ ۸ ژوئن ۱۹۸۴) یک هنرپیشه، و مانکن (فرد) اهل ایالات متحده آمریکا است. وی از سال ۲۰۰۳ میلادی تاکنون مشغول فعالیت بوده‌است.
از فیلم‌ها یا برنامه‌های تلویزیونی که وی در آن نقش داشته است می‌توان به همیشه یادم می‌ماند که تابستان پیش چه کردی ، تشریفات مذهبی ، فیلم قاتل ، مردم زیبا ، خاطرات خون آشام مدرک و دروغ گو های کوچک اشاره کرد.